# Wielka Brytania na Letnich Igrzyskach Olimpijskich Młodzieży 2010
Wielką Brytanię na Letnich Igrzyskach Olimpijskich Młodzieży 2010 w Singapurze reprezentowało 39 sportowców w 16 dyscyplinach.

## Skład kadry

### Badminton
- Sarah Milne

### Boks
- Zack Davies

### Gimnastyka

#### Gimnastyka artystyczna
- Sam Oldham
  - Ćwiczenia na koniu z łękami -  srebrny medal
  - Ćwiczenia na belce poziomej -  złoty medal
- Jessica Hogg
- Nathan Bailey

### Jeździectwo
- Carian Scudamore -  złoty medal (z drużyną "Europa")

### Kajakarstwo
- Andrew Martin

### Lekkoatletyka
- David Bolarinwa - bieg na 100 m  brązowy medal
- Victoria Ohuruogu
- Abi Fitzpatrick
- Andrew Elkins
- Annie Tagoe
- Charlie Grice - bieg na 1000 m  brązowy medal
- Freya Jones
- Georgia Peel
- Katie Byres
- Louisa James
- Sophie McKinna
- Themba Luhana
- Zak Seddon

### Łucznictwo
- Mark Nesbitt
  - indywidualnie - 9 miejsce
  - w parze z  Beauty Ray - 4-6 w 1/16 finału (sklasyfikowani na 17 miejscu)

### Pięciobój nowoczesny
- Greg Longden

### Pływanie
- Eleanor Faulkner
  - 100 m. st. dowolnym - 20 miejsce w kwalifikacjach (58.71)
  - 200 m. st. dowolnym - 9 miejsce w kwalifikacjach (2:04.44)
  - 400 m. st. dowolnym -  brązowy medal
  - 100 m. st. motylkowym - 27 miejsce w kwalifikacjach (1:05.78)
- Rachael Kelly
  - 50 m. st. motylkowym - 7 miejsce w finale (27.77)
  - 100 m st. motylkowym -  brązowy medal
  - 200 m st. motylkowym -  12 miejsce w kwalifikacjach (2:16.95)

### Skoki do wody
- Thomas Daley
  - trampolina 3 metrowa - 9 miejsce w finale
- Megan Sylvester
  - wieża 10 metrowa - 10 miejsce w finale

### Szermierka
- Alexander Tofalides
- Amy Radford

### Taekwondo
- Jade Jones - kategoria do 55 kg  złoty medal

### Tenis
- Oliver Golding
  - indywidualnie  złoty medal

### Tenis stołowy
- Alice Loveridge

### Triathlon
- Andrew Hood
- Eli Thorogood

### Wioślarstwo
- Caspar Jopling
- Ed Nainby-Luxmoore
- Fiona Gammond - pary  złoty medal
- Georgia Howard-Merrill - pary  złoty medal

### Żeglarstwo
Windsurfing:
- Jade Rogers
- Kieran Martin  brązowy medal